# 1946년 캘리포니아 제12선거구 선거
미국 하원 의원 선거 는 1946 년 11월 5일 캘리포니아의 12번째 의회 선거구 에서 차러진 하원의원 선거이다. 제 12대 지방선거에서는 현직 5선의 민주당 제리 부히스, 공화당 도전자 리처드 닉슨, 전 하원의원 겸 금주당 후보 존 호펠 이 후보로 출마했다. 닉슨은 56%의 득표율로 당선되어 거의 25년 후 대통령직으로 이어질 길을 시작했다.
1936년에 처음으로 의회로 선출된 Voorhis는 재선을 이기는 데 당시 지방인 Los Angeles 카운티 지역구에서 4번이나 부진한 공화당 야당을 꺾었다. 1946년 선거를 위하여 공화당은 당을 통합하고 공화당 성향의 지역에서 Voorhis에 대항하는 강력한 경쟁을 할 수 있는 후보를 추구하였다. 1945년 11월 George Patton 장군의 입후보를 확보하는 데 실패한 후, 그들은 제2차 세계 대전 이전에 그 지역에 살았던 Richard Nixon 중령에게 정착했다.
Nixon은 1946년의 대부분을 이 지역에서 선거 운동을 하는 동안에 Voorhis는 8월 말까지 워싱턴 DC에서 돌아오지 않았다. Nixon의 선거 운동은 지역에서 홍보를 하기 위해 열심히 노력했지만, 수도에서 의회 업무를 다루는 Voorhis는 신문 보도를 거의받지 못했다. Voorhis는 6월 예비 선거에서 가장 많은 표를 받았으나 1944년 예비 선거에서 자신의 몫보다 투표의 퍼센트가 감소했다. 9월과 10월에 열린 다섯 차례의 토론회에서 Nixon은 현직 대통령을 무능한 것으로 묘사하고 Voorhis가 공산주의와 연계된 조직들과 연결되어 있다는 것을 암시할 수 있었다. Voorhis와 그의 선거 운동은 지속적으로 방어적이었고 Nixon의 주장을 반박하는 데 효과적이지 않았다. 도전자는 11월 총선에서 Voorhis를 꺾었다.
닉슨의 승리에 대한 다양한 설명들이 제시되었는데, 국가적인 정치적 경향에서부터 도전자의 적개심에 대한 비난까지 있다. 일부 역사가들은 Nixon이 Voorhis를 물리치기로 결심한 부유한 후원자들로부터 거액의 자금을 받았다고 주장하는 반면, 다른 역사가들은 그러한 주장을 일축했다. 이 문제는 여전히 역사적 논쟁의 대상으로 남아 있다.

## 배경

### 지구 및 캠페인

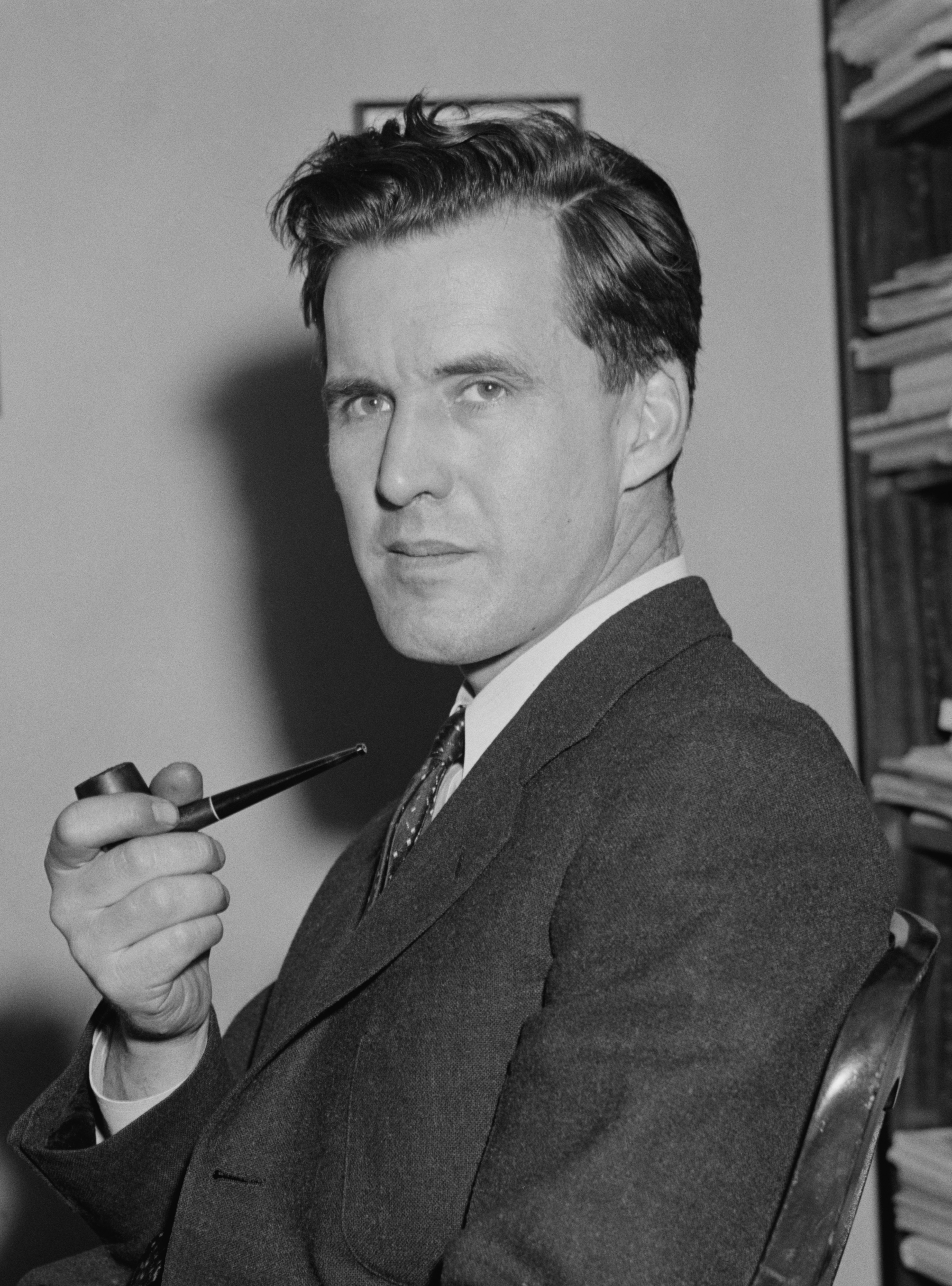
제리 부히스

1930년 인구 조사 이후 창설된 이래로 제12선거구는 민주당원이 대표했다. 12번가는 Pasadena 바로 남쪽에서 Orange 및 San Bernardino 카운티 경계선까지 뻗어 있었고, Whittier, Pomona 및 Covina 와 같은 작은 마을을 포함하고 있었다. 이 지역은 그 이후로 완전히 로스앤젤레스 메가폴리스에 흡수되었지만, 그 당시에는 주로 농업이었다. 고속도로 시스템은 12구역에 거의 도달하지 못했고, Pasadena Freeway 의 작은 부분만이 북서쪽 모퉁이를 통과했다. 
1932년 John Hoeppel 은 제12선거구를 대표하여 당선되었다. 1936년에 Hoeppel은 West Point에 지명권을 팔려고 시도한 혐의로 유죄 판결을 받았기 때문에 취약하였다. Voorhis는 민주당 예비 선거에서  호펠을 꺾고 총선에서 쉽게 승리했다.  세계의 무게를 어깨에 짊어진다는 이유로 언론으로부터 "키드 아틀라스"라는 별명을 얻으며  존경받고 열심히 일하는 대표로 명성을 얻은 부히스는 뉴딜 정책에 충성했다. 
제12선거구는 1941년 공화당이 주도한 캘리포니아 주의회 가 10년 마다 재조정 하는 동안 이스트 로스앤젤레스의 강력한 민주당 선거구를 선거구에서 제거함으로써 하원의원 Voorhis를 직위에서 물러나게 하려고 시도한 이후 공화당에 기울었다. 개편된  12구역은 산업이 거의 없었고 노조의 영향력도 거의 없었다.  보리스는 San Marino 와 같은 공화당원들의 거점들과 함께 남겨졌고, 그곳에서 그가 방문하든 그렇지 않든 여부에 관계없이 동일한 수의 표를 받을 것이라고 결론을 내렸다.  입법부에서 공화당의 책략에도 불구하고, Voorhis는 1942년에 재선되어 투표의 57%를 받았고, 2년 후 비슷한 비율로 승리하였다. Voorhis는 1946년 이전에 강력한 반대에 직면하지 않았다.  그의 첫 선거에서 Voorhis 는 1936년 Roosevelt 산사태의 혜택을 받았다. 그의 1938년 상대는 너무 수줍어서 공동 출연에서 Voorhis는 관중들에게 그를 소개해야 했다.  1940년, 그는 거의 알려지지 않은 군사 학교의 지휘관 어윈 밍거 대위와  1942년 그의 상대자이자 라디오 설교자이자 전 금주당 주지사 후보 로버트 P. 슐러, "당황한 GOP 단골"을 만났다.  1944년 제12지구 공화당원들은 심하게 분열되었고, Voorhis는 쉽게 승리했다. 

### 공화당 후보 물색

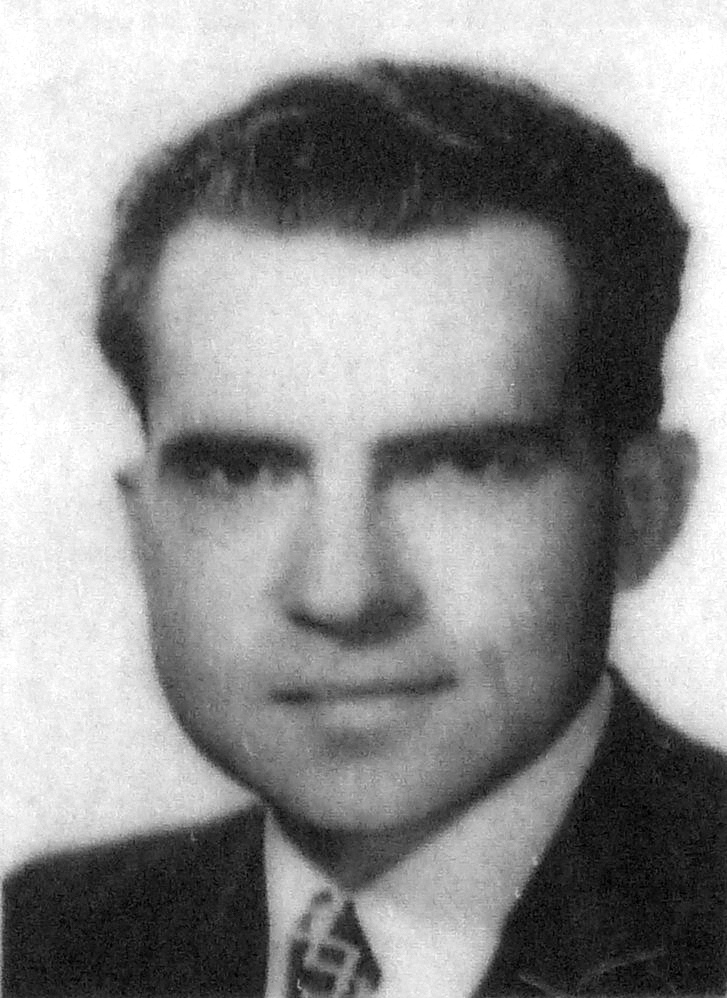
리차드 닉슨

Voorhis가 하원에서 그의 5번째 임기를 지내면서 공화당은 그를 이길 수 있는 후보를 찾았다.  지역 공화당원들은 1946년 6월 예비 선거에 앞두고 광범위한 지지를 받는 후보를 선출하기 위해 "100인 위원회"(공식적으로 "후보자 및 사실 조사 위원회")로 알려진 위원회를 구성했다.  이 움직임은 지역에서 편집상의 우려를 불러일으켰다. The Alhambra Tribune and News는 후보자의 선택이 소수 집단에 유리한 유권자들로부터 빼앗길 것을 우려하여 위원회 구성이 "잘못된 방향으로 나아가는 단계"이며 " Tammany Hall 전술을 우리의 목구멍으로 밀어 넣으려는 시도"라고 사설을 썼다. 
위원회는 처음에 주 교육부 장관 월터 덱스터에게 구애하였다. 덱스터는 출마하기 위해 자신의 주 직책을 포기하는 것을 꺼렸고 만약 그의 입후보가 실패할 경우 다른 직업을 받을 것이라는 보장을 요구했다. 그는 결정에 도달하지 못한 채 몇 달 동안 계속 출마를 고려하여 지역 공화당원들을 좌절시켰다. 덱스터가 죽자 공화당원들은 조지 패튼 장군이 공화당원인지는 확실하지 않았지만 출마를 시도했다. 하지만 로스앤젤레스 타임스가 출마에 투기한 지 하루 만에 패튼은 "정치로부터 완전히 멀리하는 데" 자신의 의도를 공고하였다. 위원회는 또한 떠오르는 젊은 공화당 변호사이자 캘리포니아 대학교 버클리의 전 미식축구 스타인 스탠리 반스와 접촉했다. 반스는 보리스를 물리칠 가능성에 회의적이었기 때문에 고려를 거부했다.
세간의 이목을 끄는 후보를 확보하는 데 거의 진전이 없자, 위원회 실무 그룹들은 인터뷰를 했다. 지원한 8명 중 가장 눈에 띄는 인물은 존 호펠 전 하원의원으로, 존 호펠은 '유대인과 흑인'이 지역구에 들어오지 못하도록 하겠다고 약속했다. 1945년 10월 6일, 몬로비아 뉴스 포스트는 덱스터가 유력한 후보로 보였지만, "물론 정치에서는 어떤 일이든 일어날 수 있고 일반적으로 일어날 수 있다"고 보도했다. 뉴스 포스트는 위원회가 논의한 다른 이름들에는 "위티어의 리처드 닉슨 U.N.R."이 포함되어 있다고 말했다. 보리스 하원의원은 10월 15일에 그의 아버지이자 정치 고문인 찰스 보리스에게 "나는 장군이 12구역에 출마하지 않기로 결정한 것으로 알고 있다. 내 생각에 덱스터 박사는 이기기 힘들 것 같다. 하지만 적어도 그것은 깨끗하고 괜찮은 선거운동이 될 것이고, 나는 내가 졌다고 해도 그것을 선호하지 않을 것이라고 확신하지 않는다." 휘티어 뱅크 오브 아메리카 지점장이자 닉슨의 가족 친구인 허먼 페리는 당시 해군 중령이었던 닉슨에게 편지를 보내 위원회의 승인을 신청해야 한다고 말했다. 닉슨은 열정적으로 대답했다. 덱스터가 마침내 위원회를 거절했을 때, 그는 한때 그의 제자였던 닉슨을 추천했다. 덱스터는 불과 며칠 후 심장마비로 사망했고, 패튼은 1946년 캠페인이 시작되기 전에 자동차 사고로 사망했다.
당시 닉슨은 메릴랜드주 볼티모어에 주둔하고 있었고, 군사 계약 종료를 다루는 데 자신의 법률 훈련을 이용했다. 1945년 11월 1일 그는 영향력 있는 공화당원들을 만나고 위원회 회의에서 연설을 하기 위해 캘리포니아로 날아갔다. 그 회의는 그 지역 전체에 광고가 났고 어떤 후보라도 참석할 수 있었다. 그러나 회의 광고는 닉슨이 연설을 하기 위해 날아올 것이라고 언급했다. 1945년 11월 2일에는 지역 판사와 국회의원을 포함한 다수의 잠재적 경쟁자들도 회의에 참석했다. 한 위원회 위원에 따르면 마지막으로 발언한 닉슨은 "전율적"이었다. 11월 28일 위원회가 투표를 하기 위해 모였을 때 닉슨은 투표의 3분의 2 이상을 받았고, 그 후 만장일치로 결정되었다. 로이 데이 위원장은 승리자에게 위원회의 승인을 즉시 통보했다.
닉슨은 이미 보리스의 기록을 조사하고 하원 소수당 지도자 조지프 W. 마틴 주니어를 포함한 공화당 지도자들을 워싱턴에서 만날 준비를 하고 있었다. 새로 주조된 후보는 보리스에 대해 데이에게 "그의 '보수적인' 명성은 반드시 타파되어야 한다. 그러나 나의 주된 노력은 민주당이 실패한 것이 아니라 우리가 무엇을 하고 싶은지를 말해주는 긍정적이고 진보적인 연설 그룹을 구축하는 데 있다. 저는 이 거래에 정말 흥분했고, 저는 우리가 이길 수 있다고 믿습니다." 그러나 "바퀴벌레" 공화당은 닉슨의 선거운동이 가망이 없다고 생각했다. 닉슨은 그의 고향 휘티어 밖에서는 사실상 무명이었고 인기 있고 존경 받는 현직자와 마주하고 있었다. 찰스 보리스는 그의 아들에게 공화당이 리처드 닉슨이라는 퀘이커 교도를 지지했지만, 그의 아들이 퀘이커 교도 투표의 많은 부분을 유지하기를 희망했다고 썼다. 보리스는 자신의 아들이 다시 승리할 것이라고 확신하며 "이것은 우리가 겪어야 할 또 다른 캠페인일 뿐이다. 어쨌든 우리는 지금 걱정할 것이 없다."
1. 1 2 3 4 5  Morris 1990.
2. 1 2  Parmet 1990.
3. ↑  Nixon 1978.
4. 1 2  Mazo 1959.
5. 1 2 3  Gellman 1999.
6. ↑  Bullock 1978.
7. ↑  Fowler & 1984-09-12.
8. ↑  Alhambra Tribune and News & 1945-10-18.